# Samorząd załogi przedsiębiorstwa państwowego
Samorząd załogi przedsiębiorstwa państwowego – forma uczestnictwa pracowników w zarządzaniu zakładem pracy, charakterystyczna dla formy prawnej przedsiębiorstwa państwowego. 
Powstawanie i funkcjonowanie samorządów załóg przedsiębiorstw państwowych reguluje ustawa z dnia 25 września 1981 r. o samorządzie załogi przedsiębiorstwa państwowego, przyjęta w wyniku nacisku społecznego robotników i intelektualistów żądających upodmiotowienia załóg w trakcie wydarzeń 1980 r.